# Teodoro Aaronio
Teodoro Aaronio (en griego: Θεόδωρος Ααρώνιος, en búlgaro: Теодор Арониос; fallecido en 1055) fue un militar y aristócrata bizantino de origen búlgaro del siglo XI.

## Biografía
Teodoro era hijo de Aarón, fundado de la familia de los Aaronios e hijo de Iván Vladislav, el último zar de Bulgaria y cuyos descendientes fueron asentados en la Anatolia bizantina después de la conquista de Bulgaria por el emperador Basilio II en 1018.
Teodoro se desempeñó como general y fue gobernador del Tema de Tarón desde 1052 y luego de Baspracania en la Armenia bizantina. En 1055, los turcomanos habían invadido las provincias armenias y sitiaron Ani. Durante su ataque a la zona de Ahlat también mataron a Teodoro.